# Lerista puncticauda
Lerista puncticauda este o specie de șopârle din genul Lerista, familia Scincidae, descrisă de Storr 1991. Conform Catalogue of Life specia Lerista puncticauda nu are subspecii cunoscute.